# Jaculus orientalis
Jaculus orientalis és una espècie de mamífer rosegador de la família dels dipòdids. Viu a Algèria, Egipte, Israel, Líbia, el Marroc i Tunísia. Es tracta d'un animal nocturn que s'alimenta d'arrels, brots, llavors i plantes conreades. Els seus hàbitats naturals són els deserts, els semideserts, les dunes i els aiguamolls costaners, els prats i els camps de conreu. És una espècie en risc mínim, és a dir, no sembla que hi hagi cap amenaça significativa per a la seva supervivència.